# Świniobicie (powieść)
Świniobicie (węg. Disznótor) – psychologiczna powieść węgierskiej pisarki Magdy Szabó z 1960. Pierwsze polskie wydanie ukazało się w 1977 w tłumaczeniu Krystyny Pisarskiej, z okładką zaprojektowaną przez Marię Ihnatowicz.
Powieść jest silnie osadzona w ówczesnej współczesności. Szabó stwarza w niej dobrze skrojone portrety bohaterów o skomplikowanej psychice. Interesuje ją głównie problematyka relacji i konfliktów pomiędzy opisanymi postaciami, które są pozornie sobie najbliższe. Historia obejmuje losy małżeństwa Póliki i Csutaka. Poprzez ten pryzmat czytelnik poznaje też dzieje rodzin, z których oboje pochodzą, a nawet losy państwa węgierskiego. Csutak (pochodzenia robotniczego, mydlarz) bardzo kocha Pólikę (wywodzącą się ze zubożałej szlachty), ona natomiast gardzi nim i pomiata. Konflikt odziedziczyło potomstwo. Jedno kocha matkę, drugie ojca. Narracja jest wielowątkowa i rozwija się powoli.